# Condado de Otter Tail
O Condado de Otter Tail é um dos 87 condados do estado americano de Minnesota. A sede do condado é Fergus Falls, e sua maior cidade é Fergus Falls. O condado possui uma área de 5 762 km² (dos quais 635 km² estão cobertos por água), uma população de 57 159 habitantes, e uma densidade populacional de 11 hab/km² (segundo o censo nacional de 2000). O condado foi fundado em 1858.